# 余英時
余 英時（よ えいじ、1930年1月22日 - 2021年8月1日）は、中国系アメリカ人の歴史学者・思想史家。新儒家の一人。青年時代の筆名は艾群。

## 経歴
河北省天津市生まれだが、本貫は安徽省潜山県。
1949年、燕京大学に入学するが、国共内戦の動乱を避けて香港に赴き、銭穆が香港で設立した新亜書院に転学する。1952年、新亜書院の第1回卒業生となる。
1955年、渡米してハーバード大学で楊聯陞の指導を受ける。1962年、博士論文 “Views of Life and Death in Later Han China” によってPh.D.を取得する。
1969年、ハーバード大学の教授となり、香港の新亜書院の校長を一時的に兼任する。その後、イエール大学、プリンストン大学の教授を歴任する。1991年から1992年にかけては、コーネル大学特任教授となる。
1974年、台湾の中央研究院院士に選出される。2007年、日本の関西大学から名誉博士号を授与される。2014年、唐奨受賞。
2021年、逝去。

## 「中国近世宗教倫理與商人精神」
マックス・ウェーバーの主著『プロテスタンティズムの倫理と資本主義の精神』を意識して書かれた『中国近世宗教倫理與商人精神』（邦題『中国近世の宗教倫理と商人精神』森紀子訳、平凡社刊）によって知られる。余英時の立場は、文化大革命時期の中華人民共和国の経済史学者の間で起きた資本主義萌芽論争を机上の空論として退けるもので、ヨーロッパにおける資本主義とプロテスタンティズムとの関係が、明清時期に勃興した新安商人に代表される商人階層と、中国宗教としての三教との関係に比定できる、とした論である。しかも、唐宋の禅仏教に始まった天職的な倫理観が金元の道教である全真教にも及び、更に宋明の儒教、朱子学と陽明学に及んで完成されたとする点で、当時、注目され始めた儒教文化圏あるいは漢字文化圏に属する東アジア諸国の経済発展と儒教との関係に関する議論に影響を与えることとなった。但し、余英時自身は、飽くまで宋・元・明・清時代の宗教思想史と経済史との関連に限定して論を進めており、アヘン戦争以後の近現代にまで結びつけることは行なっていない。

## 主著
- 『歴史与思想』
- 『史学与伝統』
- 『中国知識階層史論』
- 『中国近世宗教倫理与商人精神』
- 『中国思想伝統的現代詮釈』
- 『士与中国文化』
- 『方以智晩節考』
- 『論戴震与章学誠』
- 『紅楼夢的両個世界』
- 『中国近代思想史上的胡適』
- 『陳寅恪晩年詩文釈証』
- 『猶記風吹水上鱗　銭穆与現代中国学術』
- 『朱熹的歴史世界　宋代士大夫政治文化的研究』

## 日本語文献
- 余英時著、森紀子訳『中国近世の宗教倫理と商人精神』平凡社、1991年。ISBN 9784582482041
- 余英時著、井澤耕一訳「政治環境からみた朱子学と陽明学」、吾妻重二主編、黄俊傑副主編『国際シンポジウム 東アジア世界と儒教』東方書店、2005年。ISBN 4-497-20504-5
- 余英時著、吾妻重二訳「私と中国思想史研究」『東アジア文化交渉研究 別冊』1号、関西大学文化交渉学教育研究拠点（ICIS）、2008年。

ほか。（国立国会図書館の検索結果）